# إقبال الأعمال
الإقبالُ بالأعمالِ الحَسَنَةِ فيما يعمَلُ مَرَّةٍ في السَّنَةِ معروف باسمه المختصر إقبال الأعمال وهو من أهم كتب سيد بن طاووس، وهو مخصوص في الأدعية وأعمال السنة وزيارات المعصومين عند الشيعة كتبه وهو في سن الـ 60 من عمره.

## المؤلف
السيد رضي الدين، علي بن موسى بن جعفر بن طاووس المعروف بالسيد ابن طاووس من أحفاد الإمامين الحسن المجتبى والسجاد  ومن كبار شخصيات الشيعة وعلماءالإمامية، صاحب المصنفات الكثيرة ومنها: المهمات والتتمات، كشفة المحجة لثمرة المهجة، مصباح الزائر وجناح المسافر، الملهوف على قتلى الطفوف ومهج الدعوات ومنهج العبادات ، تلمّذ على يديه كبار العلماء منهم العلامة الحلي ووالده الشيخ يوسف سديد الدين. لقّب بجمال العارفين ؛ لشدّة ورعه وتقواه وحسن سجاياه الأخلاقية وحالاته العرفانية.

## تاريخ تأليف الإقبال
ذكر سيد بن طاووس في مقدمة كتابه فلاح السائل أنه يريد كتابة تتميمات المصباح الكبير وهو كتاب جده الطوسي فكان كتاب إقبال الأعمال هو ثامنها، كتبه سنة 650 هـ، وهذا يعني أنه في سن الـ 60 تقريباً؛ حيث إن مولده كان سنة 589 هـ.
ذكر السيد ابن طاووس في خاتمة الكتاب أنّه فرغ من تأليفه يوم الإثنين 13 جمادى الأولى سنة 655 هـ في الحائر الحسيني على مشرفها آلاف التحية والثناء.
وألحق في آخر شهر محرم فصلاً في سنة 656 هـ، وذكر في ذلك الفصل انقراض دولة بني العباس في تلك السنة وجعل السلطان إيّاه نقيب العلويين والعلماء فيها.
كما الحق فصلاً في سنة 660 هـ بعد أن وجد تعليقة غريبة على ظهر كتاب عتيق وصل إليه في معرفة أول شهر رمضان، وألحق فصلاً في 13 ربيع الأول سنة 662 هـ حين تفطن فيه لانطباق حديث الملاحم على نفسه.

## أسلوب المؤلّف في الكتاب
عادة ما يذكر السيد بن طاووس نص الروايات التي ينقلها في الإقبال بدون أي تصرف في متنها، وأمّا لو كان الدعاء من غير المأثور فهو يشير إلى ذلك، وفي هذا الكتاب ذكر السيد ــ مضافاً إلى الأدعية ــ أعمال كل شهر من شهور السنة القمرية بخصوصه وما فيه من الصلوات المأثورة.
وفي كثير من المواطن يذكر الدعاء أو الرواية بالسند كاملاً، وفي بعض الموارد يذكر سنده إلى الكتاب الذي ينقل منه الدعاء أو العمل الذي يذكره.
ذكر السيد في بعض المواطن مقدمة للقارئ يحتاج إليها، فعلى سبيل المثال: قبل أن يذكر أعمال شهر رمضان بيّن في مقدمةٍ عظمة شهر رمضان وفلسفة تشريع الصوم، وذكر الروايات الدالة على بدء السنة بشهر رمضان، وأشار إلى الآراء المختلفة في المقام، وبيّن أقسام الصائمين... الخ.

## موضوع الكتاب
يشتمل الكتاب على مؤلَّفين من مؤلفات ابن طاووس، في ثلاثة أجزاء، وهما:
1. المضمار السباق واللحاق بصوم شهر إطلاق الأرزاق وعتاق الأعناق.
2. الإقبال بالأعمال الحسنة فيما نذكره مما يعمل ميقاتاً واحداً كل سنة.

ذكر السيد ابن طاووس في الأول أعمال شهر رمضان وأدعيتها وكيفية معاملة العبد مع مولاه في هذا الشهر.
وذكر في الثاني أعمال سائر الشهور، وهو على قسمين:
1. أشار في القسم الأول إلى فوائد الأشهر الثلاثة شوال، وذي القعدة، وذي الحجة.
2. وأشار في القسم الثاني إلى أعمال بقية شهور السنة.

وفي ختام كتابه ذكر جواب بعض الجاهلين بمعرفة ما يتضمن كتبه.

## وصلات خارجية
- تحميل الكتاب